# Ypioca

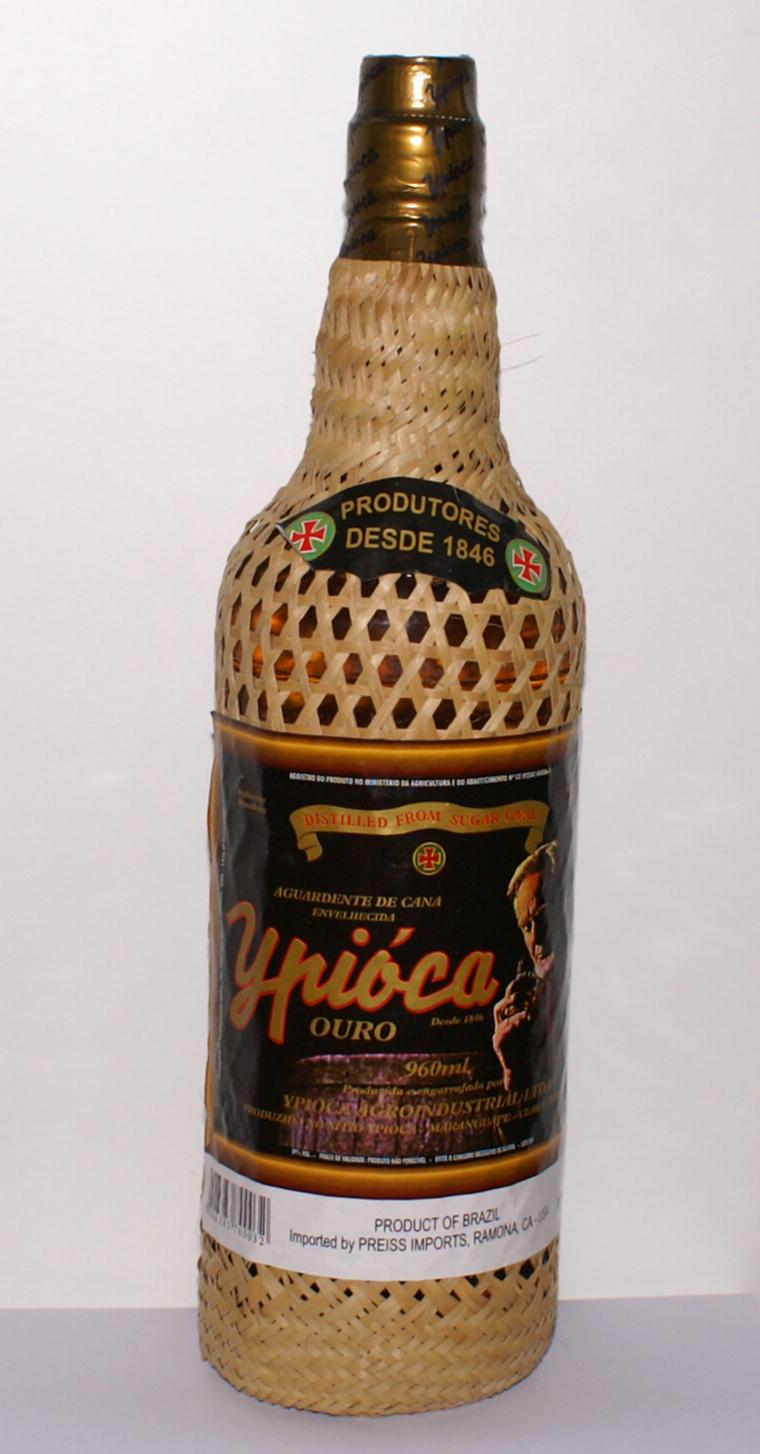
Cachaça av märket Ypióca Ouro

Ypioca har ett flertal sorters cachaça. Både lagrade och olagrade, den på bilden är en cachaça lagrad två år i ekfat och balsaträ. Tillverkningen sker i staden  Maranguape belägen i delstaten Ceará. Ypióca tillverkas av företaget: Grupo Ypióca, 
Drycken håller en alkoholnivå på 39 % och lämpar sig väl till att blanda caipirinha av.